# Fernando Scheffer
Fernando Muhlenberg Scheffer (Canoas, 6 de abril de 1998) é um nadador brasileiro, medalhista de bronze na prova dos 200m livres nos Jogos Olímpicos de Tóquio-2020.
Scheffer começou a ganhar destaque no Grêmio Náutico União e em 2018 mudou-se para o Minas Tênis Clube. Seu apelido é Monet, devido a uma confusão sobre uma obra de arte.

## Carreira

### 2016–20
No Campeonato Mundial de Natação em Piscina Curta de 2016, na cidade de Windsor, no Canadá, disputado entre os dias 6 a 11 de dezembro de 2016, Scheffer terminou em 25º lugar nos 200 m livres, 33º nos 400 m livres e 40º nos 100m livres.
Em 27 de abril de 2018, participando do Troféu Maria Lenk (piscina longa) no Rio de Janeiro, Scheffer quebrou o recorde sul-americano nos 200 m livres em 1m46s08.  Três dias depois, ele quebrou o recorde sul-americano dos 400 metros em 3m49s06 segundos.
Nos Jogos Sul-Americanos de 2018 em Cochabamba, ele ganhou duas medalhas de ouro nos 200m e 4x200m livres, e uma medalha de prata nos 4x100 m livres.
No Campeonato Pan-Pacífico de Natação de 2018 em Tóquio, Japão, Scheffer fez sua primeira grande participação em um torneio internacional, terminando em 4º lugar nos 200 metros livres, 4º no revezamento 4 × 200 metros livre e 6º nos 400 metros livres.
Em 25 de agosto de 2018, participando do Troféu José Finkel(piscina curta) em São Paulo, Scheffer quebrou o recorde sul-americano dos 400 metros livres em 3m40s87. 
No Campeonato Mundial de Piscina Curta de 2018 em Hangzhou, China, Scheffer, juntamente com Luiz Altamir Melo, Leonardo Coelho Santos e Breno Correia, surpreenderam o mundo ao conquistar a medalha de ouro no revezamento 4 × 200 metros livres, batendo o recorde mundial, com um tempo de 6m46s81. O revezamento foi composto unicamente por jovens entre 19 a 23 anos, e não era favorito ao ouro.Nos 400 metros livres, ele quebrou o recorde sul-americano nas eliminatórias, com um tempo de 3m39s10. Ele terminou em 8º na final.
No dia 21 de dezembro de 2018, no Aberto de Porto Alegre (piscina longa), ele bateu o recorde sul-americano nos 200 metros livres, com o tempo de 1m45s51. Foi o quarto melhor tempo do mundo em 2018. Ele quebrou cinco recordes sul-americanos em 2018.
No Campeonato Mundial de Esportes Aquáticos de 2019, em Gwangju, na Coréia do Sul, a equipe brasileira do 4 × 200 metros livres, agora com João de Lucca no lugar de de Leonardo Coelho Santos, baixou o recorde sul-americano em quase 3 segundos, com o tempo de 7m07s12 , nas eliminatórias da prova. Eles terminaram em 7º, com um tempo de 7m07s64 na final. Foi a primeira vez que o revezamento 4x200m livres do Brasil se classificou para a final do Campeonato Mundial, e o resultado qualificou o Brasil para os Jogos Olímpicos de Tóquio 2020. Nos 200 m livres, ele ficou muito perto de se classificar para a final, ficando a apenas 0,08s do 8º lugar. Ele nadou perto de seu recorde sul-americano, terminando com 1m45s83 nas semifinais.
Nos Jogos Pan-Americanos de 2019, realizados em Lima, Peru, Scheffer conquistou duas medalhas de ouro nos 200 m livres  e no 4 × 200 m livres , quebrando o recorde dos Jogos Pan-Americanos no revezamento. Ele também ganhou a medalha de prata nos 400 m livres.
Em 20 de abril de 2020, garantiu índice nos 200m para os Jogos Olímpicos de Verão de 2020.

### Jogos Olímpicos de 2020
Nos Jogos Olímpicos de Verão de 2020 em Tóquio, Scheffer quebrou o recorde sul-americano nas eliminatórias dos 200 metros livres, com tempo de 1m45s05, passando em 2º lugar para as semifinais. Depois de se classificar na última colocação nas semifinais, Scheffer se superou novamente na final, batendo novamente o recorde sul-americano por ampla margem, com o tempo de 1m44s66, obtendo a medalha de bronze, repetindo o feito de Gustavo Borges, o último brasileiro a obter uma medalha olímpica nesta prova. Scheffer baixou o recorde sul-americano em quase 1 segundo nas Olimpíadas para ganhar a medalha. 

### 2021–24
No Campeonato Mundial de Natação em Piscina Curta de 2021 em Abu Dhabi, nos Emirados Árabes Unidos, no revezamento 4 x 200 metros livre masculino, o revezamento brasileiro, composto por Scheffer, Murilo Sartori, Kaique Alves e Breno Correia, conquistou novamente a medalha, agora bronze, mantendo o bom desempenho de 2018, quando o Brasil conquistou o ouro batendo o recorde mundial. Ele também terminou em 7º nos 200 metros livres.
No Campeonato Mundial de Esportes Aquáticos de 2022 realizado em Budapeste, Hungria, ele não teve uma boa participação nos 200m livres, terminando em 9º lugar com o tempo de 1min46s11. Ele se recuperou no revezamento 4 x 200 metros livre masculino, composto por Scheffer, Vinicius Assunção, Murilo Sartori e Breno Correia, onde a seleção brasileira bateu o recorde sul-americano duas vezes seguidas, nas eliminatórias e na final, chegando a um tempo de 7m04s69, e obtendo um inédito 4º lugar em Mundiais de Pisicna Longa. A seleção brasileira só não conseguiu medalha por causa do desempenho excepcional de Tom Dean, ao fechar o revezamento britânico. 